# سلسلة جبال قوس قزح (هضبة تشيلكوتين)
سلسلة قوس قزح الجبيلة ، المعروفة سابقاً باسم جبال قوس قزح ،  هي سلسلة جبال في كولومبيا البريطانية ، كندا ، وتقع على 40 كيلومتر (25 ميل) شمال غرب بحيرة أناهيم . تقع على الضفة الغربية من هضبة تشيلكوتين ، ويجاور النطاق الجبال المطلة على المحيط الهادئ من الجنوب ، ونطاقات Kitimat من الشمال. في بعض أنظمة التصنيف يعتبر جزء من جبال الساحل. يقع شمال نهري بيلا كولا وأتناركو وجنوب وغرب نهر دين ، الذي ينحني حول الجناح الشمالي ، وهو أكثر جفافًا نسبيًا في المناخ وأسهل للتضاريس من المناطق الجبلية الأكثر غربًا مباشرة.
كان يُطلق عليه اسم تستسوتل ، والذي يعني «جبال قوس قزح» في لهجة الكاتشو للغة الناقل ،  وهذا الاسم هو الآن اسم أعلى قمة في النطاق.

## جيولوجيا
سلسلة قوس قزح موجودة منذ ثمانون عاماً ( الميوسين ) الدرع البركاني الضخم في حزام اناهيم البركاني والذي يتضمن أقل النطاقات ولكنها مشابهة لإتشا و إلقتشوس . يبلغ قطر الدرع 30 كيلومتر (19 ميل) تتآكل بشدة الآن من خلال الأنهار الجليدية التي نحتت في الصخور البركانية والرمال على مدى ملايين السنين. لم يتم دراسة البراكين التي خلقت الدرع بشكل جيد وهي غير مفهومة بشكل جيد. يُعتقد أنه نتيجة مرور لوحة أمريكا الشمالية فوق نقطة ساخنة ، مماثلة لتلك التي تغذي جزر هاواي ، والمعروفة باسم نقطة اناهيم الساخنة . الذروة البركانية المنفصلة الحقيقية الوحيدة المرتبطة بنطاق قوس قزح هي قمة أناهيم التي تقع في الجناح الشمالي الشرقي. القمم الأخرى في النطاق هي بقايا تآكل عالية أخرى للدرع ، بما في ذلك ذروة beef peak ، قمة TaiaTaeszi ، جبل ماكنزي Tsitsutl Peak 2,495 متر (8,186 قدم) وهي أعلى قمة في سلسلة جبال قوس قزح.
حصلت المجموعة على اسمها من الألوان المكثفة والمتنوعة لأحواضها البركانية ورمالها من التمعدن الثقيل ، مثل نطاق الطيف في هضبة Spatsizi.

## منتزة تويدسموير الجنوبي الإقليمي
تمتد سلسلة قوس قزح جزئياً في متنزه تويدسموير الجنوبي الإقليمي ، بينما يشكل شرقها ليتشي و Ilgachuz Ranges جوهر حديقة Itcha Ilgachuz Provincial.

## معرض الصور

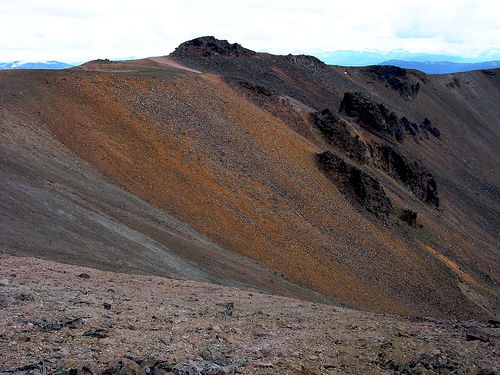
مجموعة ألوان قوس قزح ورماد بركاني
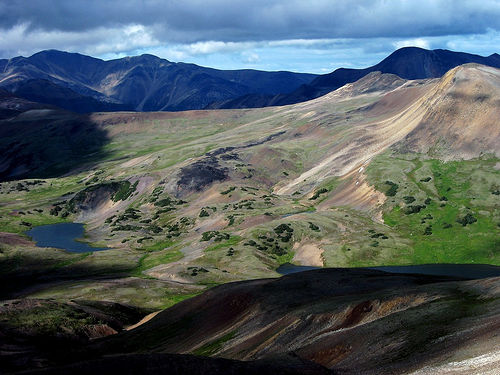
منحدرات سلسلة قوس قزح